# Фудбалска репрезентација Тогоа
Фудбалска репрезентација Тогоа је фудбалски тим који представља Того на међународним такмичењима.

## Успеси

### Светска првенства
| Година       | Коло                  |
| ------------ | --------------------- |
| 1930 до 1970 | Није учествовала      |
| 1974 до 2002 | Није се квалификовала |
| 2006         | 1 коло                |
| 2010 до 2022 | Није се квалификовала |
| Укупно       | 1/22                  |